# شهرستان گرایوو
شهرستان گرایوو (به لهستانی: Powiat Grajewo) یک شهرستان در لهستان است که در استان پودلاسکی واقع شده‌است. شهرستان گرایوو ۹۶۷٫۲۴ کیلومتر مربع مساحت و ۵۰٬۱۲۰ نفر جمعیت دارد.